# Wirtschaftspolitische Abteilung der NSDAP
Die Wirtschaftspolitische Abteilung der NSDAP wurde am 31. Januar 1931 gegründet und hatte ihren Sitz in München. Sie sollte ein Wirtschaftsprogramm für die Nationalsozialistische Deutsche Arbeiterpartei (NSDAP) ausarbeiten; dabei stand sie in Konkurrenz zum „Keppler-Kreis“ und zur „Arbeitsstelle Schacht“, welche ebenfalls Wirtschaftsprogramme für die NSDAP entwarfen.

## Aufbau
Der Leiter war bis September 1932 Otto Wagener, ein ehemaliger Offizier, Freikorpsführer und Unternehmer. Dann übernahmen Walther Funk und Gottfried Feder die Führung. Der Abteilung stand ein Wirtschaftsrat unter dem Vorsitz von Walther Funk vor.
Es bestanden insgesamt 10 Unterabteilungen: Währung, Finanzen, Produktion, Handel, Wirtschaftspresse, Sozialpolitik, zwischenstaatliche Wirtschaftspolitik, Arbeitsbeschaffung, Handwerk und Gewerbe, Wirtschaftspolitik.

### Mitarbeiter
Mitarbeiter waren u. a.:
- Emil Georg von Stauß (Generaldirektor der Deutschen Bank)
- Walther Funk
- Gottfried Feder
- Hermann Cordemann
- Hans Hagemeyer
- Theodor Adrian von Renteln (Stellvertreter Wageners)
- Werner Daitz
- Dietrich Klagges
- Fritz Reinhardt
- Ernst Rudolf Fischer (I.G. Farben)
- Gleiwitz (Aufsichtsratsvorsitzender der Vereinigten Hüttenwerke)
- von Lucke
- Emil Petzendorfer

externe Mitarbeiter waren:
- Jens Jessen (Wirtschaftswissenschaftler)

## Geschichte
1932 stellte die Abteilung ein neues Wirtschaftsprogramm auf, das von Hitler gebilligt wurde.
Hitler verfügte, dass über alle Besprechungen der Abteilung, an denen er teilnahm, Stillschweigen zu bewahren sei.
Der Leiter Otto Wagener gab auch ab 1. Januar 1931 den „Wirtschaftspolitischen Pressedienst“ der NSDAP heraus, den 60 Industrielle bezogen (u. a. 
Carl Duisberg, Friedrich Flick, Emil Kirdorf, Peter Klöckner, Gustav Krupp von Bohlen und Halbach, Alfried Krupp von Bohlen und Halbach, Fritz Thyssen, Albert Vögler). Über den Pressedienst flossen nach Aussage von Walther Funk im Nürnberger Prozess mehr als 2 Millionen Reichsmark an die NSDAP.
Im September 1932 gliederte Hitler, nach eindringlichen Mahnungen aus Industriekreisen, die Wirtschaftspolitische Abteilung um. Er gliederte sie in die Wirtschaftsabteilung IV A für Staatswirtschaft unter Gottfried Feder und Hauptabteilung IV B für Privatwirtschaft unter Walther Funk. Wagener, an dessen Entwürfen Handel und Industrie besonderen Anstoß genommen hatten, wurde zur Aufgabe seiner Position gezwungen. Damit stellte er einen Vertrauensmann der Großindustrie auf eine Stufe mit dem Wirtschaftsideologen der Partei und neutralisierte die mittelständischen Parteiideologen.
Die Geschichte der Wirtschaftspolitischen Abteilung endete im Frühjahr 1933, nachdem Hitler sich entschlossen hatte, die Leitung des Reichswirtschaftsministeriums dem Generaldirektor des Allianz-Konzerns, Kurt Schmitt, zu übergeben, der erst 1933 in die NSDAP eingetreten war. Als die Wirtschaftspolitische Abteilung der NSDAP gegen diese Entscheidung opponierte und versuchte, stattdessen die Ernennung Otto Wageners zum Reichswirtschaftsminister durchzusetzen, reagierte Hitler mit großer Härte: Er  sorgte dafür, dass vier führende Mitarbeiter der Abteilung in ein Konzentrationslager eingeliefert wurden und ordnete die unverzügliche Auflösung der Wirtschaftspolitischen Abteilung an.